# Малые Варанды
Малые Варанды — покинутый населённый пункт в Шатойском районе Чеченской республики. В 1989 году население села пересело в новый населённый пункт село Лаха-Варанды.

## География
Располагалось на правом берегу реки Малые Варанды притоке реки Аргун, на севере от районного центра Шатой.
Ближайшие сёла: на севере — Чишки, на северо-востоке — Ярыш-Марды, на юго-западе — Большие Варанды, на востоке — Зоны.

## История
По данным на 1866 г. аул Малые Варанды состоял из 57 дворов и входил в состав Шатоевского наибства Аргунского округа Терской области. По данным на 1926 г. село Малые Варанды являлось центром Мало-Варандинского сельсовета Шатоевского района Чеченской АО, в состав сельсовета также входили хутора: Аргун-Исти, Байрак-Ирзау, Гойтимир-Ирзу, Домин-Дук, Керим-Дук, Кала-Ирзау, Кораш-Дук, Попар-Ин, Сюроты и Шаки-Ирзау. В 1944 году, после депортации чеченцев и ингушей и ликвидации Чечено-Ингушской АССР, село Малые Варанды было переименовано в Малое. Указом ПВС РСФСР от 11.04.1958 г. селу возвращено историческое название.

## Население
По переписи 1926 г. население села составило 591 человек, в том числе 294 мужчины и 297 женщин. По переписи 1989 г. постоянное население в селе отсутствовало.

## Уроженцы
- Муса Денилбекович Газимагомадов — российский милиционер, командир отряда милиции особого назначения при МВД Чеченской Республики, подполковник, Герой России.
- Туркаев Хасан Вахитович — учёный, доктор филологических наук, профессор.